# 1929年天津駐屯フランス軍ラグビー部の日本遠征
1929年天津駐屯フランス軍ラグビー部の日本遠征では、1929年2月に天津駐屯フランス軍ラグビー部が日本に遠征し4試合が組まれた。

## 試合日程・結果
| 日時          | 会場                   | ホーム             | スコア | アウェイ           |
| ------------- | ---------------------- | ------------------ | ------ | ------------------ |
| 1929年2月9日  | 甲子園野球場（兵庫県） | 関西ラグビー倶楽部 | 11-6   | 天津駐屯フランス軍 |
| 1929年2月11日 | 甲子園野球場（兵庫県） | 関西学生代表       | 5-0    | 天津駐屯フランス軍 |
| 1929年2月14日 | 甲子園野球場（兵庫県） | 関西代表           | 29-0   | 天津駐屯フランス軍 |
| 1929年2月17日 | 神宮競技場（東京都）   | 関東代表           | 42-0   | 天津駐屯フランス軍 |